# Markus Pfaff
Markus Pfaff (* 1966) ist ein deutscher Elektro- und Informationstechniker, Hochschullehrer und Unternehmer. Er ist Professor für FPGA-Entwurfsmethodik an der Fachhochschule Oberösterreich, Campus Hagenberg, und Mitbegründer des Unternehmens P2L2 GmbH.

## Leben und Wirken
Pfaff studierte Elektronik und Informationstechnik an der Technischen Universität Darmstadt. Anschließend promovierte er im Fachbereich Informatik an der Johannes Kepler Universität Linz (JKU), wo er von 1994 bis 1999 als wissenschaftlicher Mitarbeiter tätig war. Seine Dissertation trug den Titel „Verfahren zur beschleunigten Systemsimulation mit VHDL durch Integration von externen Hardware/Software-Komponenten“. Während dieser Zeit arbeitete er unter der Betreuung von Richard Hagelauer.
Ab den 2000er-Jahren war Pfaff maßgeblich am Aufbau des Studiengangs Hardware-Software-Systems Engineering (HSSE) an der Fachhochschule Oberösterreich, Campus Hagenberg, beteiligt. Der Studiengang fokussiert auf Embedded Systems, digitale Schaltungstechnik und die Entwicklung von Hard- und Softwarelösungen. Er war in der Konzeption sowie Implementierung des Programms tätig und trug zur Etablierung des Studiengangs bei.
Aktuell ist er Professor am Department für Embedded Systems der Fachhochschule Oberösterreich und forscht zu Entwurfsmethoden für digitale Systeme, insbesondere für Field Programmable Gate Arrays (FPGAs). Er ist regelmäßig als Vortragender auf internationalen Fachkonferenzen im Bereich FPGA-Design und Embedded Systems tätig.

## Unternehmerisches Engagement
Seit dem 7. Dezember 2004 ist Markus Pfaff neben seiner akademischen Laufbahn auch als Unternehmensberater im Bereich digitaler Systeme tätig. Im Jahr 2022 gründete er gemeinsam mit Markus Leiter die P2L2 GmbH, deren Mitgründer und Geschäftsführer er seitdem ist. Das Unternehmen mit Sitz in Oberösterreich ist auf FPGA-Design, Embedded Systems sowie auf Beratung und Schulung im Bereich digitaler Schaltungsentwicklung spezialisiert.

## Veröffentlichungen (Auswahl)
- M. Schutti, M. Pfaff, R. Hagelauer: VHDL design of embedded processor cores: the industry-standard microcontroller 8051 and 68HC11. In: Proceedings Eleventh Annual IEEE International ASIC Conference. 1998, ISBN 0-7803-4980-6.
- RTL on a Higher Level: Introducing the Hierarchical FSMD, FPGA Conference Europe.[7]
- M. Pfaff, Synchronisationsschaltung mit verringerter Latenz und gesteigertem Durchsatz, AT522431, Oct. 2019.[8]